# 秋山知子
秋山 知子（あきやま ともこ）は日本で活動するミュージカル俳優である。大阪府出身。劇団四季所属。

## 来歴
大阪音楽大学音楽学部卒業後の1997年に劇団四季創立45周年記念オーディションに合格し、四季へ入団する。美女と野獣のアンサンブル役で初舞台出演し、のちに同作品ではタンス夫人とミセス・ポット役でも出演している。2010年4月11日に初演を迎えたサウンド・オブ・ミュージックでは修道院長役のオリジナルキャストとして出演しており、以降行われた5公演すべてで出演経験があり、イベント出演も行っている。また、稽古進行管理などとしても活躍している。

## 主な出演作品
- 美女と野獣（アンサンブル、タンス夫人、ミセス・ポット）[2]
- ライオン・キング（サラビ）
- ふたりのロッテ（ウルリーケ先生）
- 赤毛のアン（レイチェル・リンド夫人）
- オペラ座の怪人（マダム・ジリー、アンサンブル1枠）
- サウンド・オブ・ミュージック（2010年修道院長）

※括弧内の年は初出演年